# Окатова (деревня)
Окатова — деревня в Катайском районе Курганской области. Входит в состав Верхнеключевского сельсовета.

## География
Деревня расположена на восточном берегу озера  Окатово, в 30 километрах (41 км по автодороге) к юго-западу от районного центра города Катайска, в 218 километрах (259 км по автодороге)  к северо-западу от областного центра города Кургана.
Часовой пояс
Окатова, как и вся Курганская область, находится в часовой зоне МСК+2. Смещение применяемого времени относительно UTC составляет +5:00.

## История
В 1834 году деревня входила в Зырянскую волость Камышловского уезда Пермской губернии.
Деревня входила в Зырянский приход. По состоянию на 1902 год, в деревне жили государственные крестьяне, все русские, православные, занимались хлебопашеством.
В июле 1918 года установлена белогвардейская власть. В июле 1919 года восстановлена Советская власть.
В 1928 году Окатова входила в Зырянский сельсовет Каменского района Шадринского округа Уральской области.
В годы Советской власти жители работали в колхозе им. Калинина. В 1961 году колхоз вошёл в состав молочного совхоза «Красные орлы».
Законом Курганской области от 31 октября 2018 года N 124, Зырянский сельсовет был упразднён, а его территория с 17 ноября 2018 года включена в состав Верхнеключевского сельсовета.

## Население
| 1869 | 1904 | 1920  | 1926  | 1989 | 2002 | 2010 |
| ---- | ---- | ----- | ----- | ---- | ---- | ---- |
| 395  | ↗913 | ↗1086 | ↗1143 | ↘0   | ↗6   | →6   |

Национальный состав
- По данным переписи населения 2002 года проживало 6 человек, все русские.
- По данным переписи 1926 года в деревне Окатова было 247 дворов с населением 1143 человека (мужчин — 546, женщин — 597), все русские.[5]

## Инфраструктура
| Список улиц | Список улиц | Список улиц |
| #           | Тип         | Название    |
| ----------- | ----------- | ----------- |
| 1           | улица       | Крупской    |
| 2           | переулок    | Лесной      |